# Palacio Anchieta (Brasil)
El Palacio Anchieta es la sede del poder ejecutivo del estado brasileño de Espírito Santo y se localiza frente al puerto de Vitória, en la entrada a la Cidade Alta, uno de los barrios más antiguos de la ciudad.

## Historia
Fue construido en el siglo XVI por padres jesuitas y hasta 1760 alojó al colegio de São Tiago. Situado en la parte alta de la ciudad, guarda el túmulo simbólico del padre José de Anchieta (sus restos mortales habían sido enviados a Portugal, pero el barco que los llevaba naufragó, solo conservándose un poco de sus huesos que están en el palacio), quien acostumbraba a recorrer a pie los 100 kilómetros que separan a Vitória hasta el municipio de Anchieta, en el sur del estado. El palacio es utilizado como sede del gobierno del estado de Espírito Santo desde el siglo XVIII, siendo una de las sedes gubernamentales más antiguas de Brasil.